# Reach Out International Records
Reach Out International Records ist ein auf Hardcore, Punk, Rock und Reggae spezialisiertes Musiklabel in New York, das 1979 von Neil Cooper gegründet wurde.

## Geschichte
Zu Beginn seiner Geschichte veröffentlichte ROIR Alben als Musikkassetten; erst später kamen Schallplatten und CDs als Tonträger hinzu. Einer der bekanntesten Tonträger des Labels ist das 1982 erschienene Hardcore-Kompilationsalbum New York Thrash, das als wegweisende Dokumentation des Übergangs vom Punk zum New York Hardcore gilt. Von 1990 bis 2000 betrieb ROIR einen europäischen Ableger namens ROIR Europe, dessen Pressungen vom französischen Label Danceteria vertrieben wurden. Ein weiteres Unterlabel war „The ROIR Sessions“.

## Bands
Zu den Bands, die auf ROIR veröffentlicht haben, gehören unter anderem:
- Bad Brains
- Flipper
- GG Allin
- New York Dolls
- Nico
- Suicide
- Television
- The Dictators
- The Fleshtones
- The Germs
- The Stimulators

### Sampler
- 1982: Singles: The Great New York Singles Scene
- 1983: Trouser Press Presents The Best of America Underground
- 1994: Dub Revolution